# 2022年霍尔木兹甘地震
2022年霍尔木兹甘地震是指2022年7月2日發生在伊朗南部的一場双地震 。兩次地震之間大概相隔约两个小时，此次雙地震造成数人死亡，数十人受伤。

## 构造环境
霍爾木茲甘省位于歐亞大陸板塊和阿拉伯板块之間的碰撞带。

## 地震

### 烈度
地震的最大烈度为VII度。霍爾木茲甘省和法尔斯省等地震感強烈。阿拉伯联合酋长国、阿曼、沙特阿拉伯、巴林和卡塔尔以及巴基斯坦和阿富汗的部分地区均有震感。 

## 影响
约90万人受到此次地震影响，這些人居住在12个城镇以及300多个村庄。  Sayeh Khvosh受灾最為严重，當地大部分房屋倒塌。 在班达尔哈米尔，當地至少有45所房屋受到影响，Kong, Iran有35所房屋受损。伊朗全境至少有392所房屋受損。部分地區停電。 部分地區出現山體滑坡，造成班达尔哈米尔和倫格港之间的一条道路受阻。 此次雙地震至少造成5人死亡，另有49人受伤。 